# 金沢謙太郎
金沢 謙太郎（かなざわ けんたろう、1968年 - ）は、環境社会学、ポリティカル・エコロジー論、環境人類学を中心に活動している日本の研究者。信州大学教授

## 略歴
1991年3月東京外国語大学卒業。キヤノン株式会社勤務を経て、1997年筑波大学大学院環境科学研究科環境科学専攻修士課程修了、2001年東京大学大学院総合文化研究科国際社会科学専攻博士課程を単位取得満期退学。2010年博士号(学術)(東京大学)取得。
2001年より神戸女学院大学人間科学部講師となり、以後助教授・准教授を経て2008年まで勤務した。2008年より信州大学全学教育機構准教授に移り、2018年から教授を務める。この間、2005年 - 2008年と2012年 - 2015年には国立民族学博物館の共同研究員を兼務した。
環境社会学、ポリティカル・エコロジー論、狩猟採集社会論、香木のバリューチェーンについて研究活動をおこなっている。

## 著作

### 単著
- 『熱帯雨林のポリティカル・エコロジー：先住民・資源・グローバリゼーション』，昭和堂，2012.

### 共編著
- 『環境社会学事典』，丸善出版，2023.
- 『アジア環境白書2010/11』『アジア環境白書2006/07』『アジア環境白書2003/04』『アジア環境白書2000/01』、東洋経済新報社.

### 共著（分担執筆）
- 「熱帯材と日本人 ―足下に熱帯雨林を踏み続けて」, 『環境社会学講座　１： なぜ公害は続くのか――潜在・散在・長期化する被害』， pp.126-146，新泉社，2023.
- 「環境社会学の視点からみる世界史 ―先住者の生活戦略から探る持続可能な社会」, 『岩波講座　世界歴史　１： 世界史とは何か』 , pp.227-246，岩波書店，2021.
- 「刊行に寄せて」「なぜ環境マネジメントシステムに取り組むのか」「環境内部監査の概要」, 『信州大学　環境マネジメント入門』 , pp.8-9，pp.13-36，pp.37-47，プラルト，2021.
- 「東南アジア島嶼部における狩猟採集民と農耕民との関係」, 『狩猟採集民からみた地球環境史』 , pp.112-127，東京大学出版会，2017.
- 「平和の森―先住民族プナンのイニシアティブ」, 『社会的共通資本としての森』 , pp.193-212，東京大学出版会， 2015.
- 「熱帯雨林と文化：沈香はどこから来てどこへ行くのか」, 『地球環境史からの問い』 , pp.218-231，岩波書店， 2010.
- 「熱帯雨林のモノカルチャー：サラワクの森に介入するアクターと政治化された環境」, 『東南アジア・南アジア　開発の人類学』 , pp.119-154，明石書店，2009.

- 「サラワクの森林伐採と先住民プナンの現在」, 『熱帯アジアの森の民：資源利用の環境人類学』 , pp.273-301，人文書院， 2005.

### 論文
- Life strategies of hunter-gatherers: A comparative social history of the indigenous peoples of Borneo and Jomon-period Japan, Journal of Borneo-Kalimantan, 7(2): pp.28-39, 2021.
- Sedentarization and Nomadism among the Penan of Sarawak, Senri Ethnological Studies, (95): pp.319-334 2017.
- 「熱帯雨林の英雄か国家の敵か：ブルーノ・マンサーとプナン人の闘い」, 『マレーシア研究』, (6): pp.86-97, 2017.
- Sustainable Harvesting and Conservation of Agarwood: A Case Study from the Upper Baram River in Sarawak, Malaysia, Tropics, 25(4): pp.139-146, 2017.
- 「生物多様性消失のポリティカル・エコロジー：サラワク、バラム河流域のプナン集落における比較調査から」, 『エコソフィア』, (7): pp.87-103, 2001.
- 「地域環境における＜抑圧＞と＜抵抗＞をめぐって：インドの環境運動、チプコの論理」, 『熱帯林における生物多様性の保全と利用』（国立民族学博物館地域研究交流センター連携研究成果）: pp.123-136, 2000.
- 「第三世界のポリティカル・エコロジー論と社会学的視点」, 『環境社会学研究』, (5): pp.224-231, 1999.